# تصفيات دوري أبطال إفريقيا 2011
هذه الصفحة توفر الملخصات لمباريات جولات التصفيات لدور المجموعات من دوري أبطال أفريقيا 2011.
جدول المسابقة كان قد أصدر في أكتوبر 2010،  وقرعة جميع جولات البطولة عقدت في القاهرة في 20 ديسمبر 2010.
مواجهات التصفيات موضوعة على ساقين، مع الأهداف الاجمالية تستخدم لتحديد الفائز. إذا يكون الجانبين متساويين إجمالياً بعد الساق الثانية، قانون الأهداف خارج القواعد سوف يطبق، وإذا لا يزالون متساويين، المواجهة تمضوا إلى ضربات الترجيح (لا يتم لعب وقت إضافي).

## الدور التمهيدي
هذه الجولة هي طريقة إخراج المغلوب من مباراتي الذهاب والإياب بين 46 فريق لم يحصلوا على إعفاء من الدور التمهيدي.
ساق الأولى: 28–30 يناير 2011؛ ساق الثانية: 11–13 فبراير و 4–6 مارس 2011.
| أسفان | 0 – 0 | شبيبة أبيدجان |
| ----- | ----- | ------------- |
|       | تقرير |               |

| شبيبة أبيدجان                                                | 0 – 3 | أسفان |
| ------------------------------------------------------------ | ----- | ----- |
| لاسين تراوري 36' · دجيموري كوليبالي 55' · حامادو دياباتي 57' |       |       |

شبيبة أبيدجان فاز 3 – 0 باجمالي المباراتين ويذهب إلى الدور الأول.
| سانت ميشيل دوينزي | 1 – 0 | إنيمبا              |
| ----------------- | ----- | ------------------- |
|                   | تقرير | نايميكا أنيانفو 40' |

| إنيمبا                                | 0 – 2 | سانت ميشيل دوينزي |
| ------------------------------------- | ----- | ----------------- |
| جون لاورينس 17' · فيكتور بارناباس 45' |       |                   |

إنيمبا فاز 3 – 0 باجمالي المباراتين ويذهب إلى الدور الأول.
| أوس بيتام | 0 – 0 | ليس أستريس |
| --------- | ----- | ---------- |
|           | تقرير |            |

| ليس أستريس | 0 – 0 | أوس بيتام |
| ---------- | ----- | --------- |
|            |       |           |

الإجمالي 0 – 0 أوس بيتام فاز بالضربات الترجيحية ويذهب إلى الدور الأول.
| أولمبيك ريال دي بانغي | 1 – 1 | مولودية الجزائر      |
| --------------------- | ----- | -------------------- |
| كيليبونين 90+2'       | تقرير | عبد المالك مقداد 28' |

| مولودية الجزائر                | 0 – 2 | أولمبيك ريال دي بانغي |
| ------------------------------ | ----- | --------------------- |
| نسيم بوشمة 23' · محمد دراق 51' | تقرير |                       |

مولودية الجزائر فاز 3 – 1 باجمالي المباراتين ويذهب إلى الدور الأول.
| تاونشيب رولرز | w/o | إنتر لواندا |
| ------------- | --- | ----------- |
|               |     |             |

إنتر لواندا ذهب إلى الدور الأول بعد أن تم إيقاف تاونشيب رولرز من قبل الكاف.
| إيست إند ليونز | 2 – 0 | دجوليبا                |
| -------------- | ----- | ---------------------- |
|                |       | أليو باغايوكو 66'، 82' |

| دجوليبا                             | 0 – 2 | إيست إند ليونز |
| ----------------------------------- | ----- | -------------- |
| عثمان سيسيه 32' · أمادو كاريمبي 80' |       |                |

دجوليبا فاز 4 – 0 باجمالي المباراتين ويذهب إلى الدور الأول.
| دياراف            | 1 – 1 | بورتس أثوريتي   |
| ----------------- | ----- | --------------- |
| إبراهيما ندوي 88' | تقرير | هاتاب بادجي 51' |

| بورتس أثوريتي | 2 – 0 | دياراف                                |
| ------------- | ----- | ------------------------------------- |
|               |       | باباكار نديور 32' · بابي ماكا سار 82' |

دياراف فاز 3 – 1 باجمالي المباراتين ويذهب إلى الدور الأول.
| آسباك              | 0 – 1 | ديبورتيفو مونغومو |
| ------------------ | ----- | ----------------- |
| هياسينت سيوانو 33' | تقرير |                   |

| ديبورتيفو مونغومو | 1 – 1 | آسباك               |
| ----------------- | ----- | ------------------- |
| جونيور 13'        |       | ويليام داساغاتي 37' |

آسباك فاز 2 – 1 باجمالي المباراتين ويذهب إلى الدور الأول.
| أسيك ميموسا                                                                                                  | 0 – 7 | كانسادو |
| --- | ----- | ------- |
| روبرت سانكارا 3' · باتريك ندوا 15' · آداما باكايوكو 21'، 28'، 84' · زاهوي أوكو 77' · جان إيمير ياو كريزو 87' | تقرير |         |

| كانسادو | 2 – 0 | أسيك ميموسا                            |
| ------- | ----- | -------------------------------------- |
|         |       | جان جاك بوغوهي 37' · أنطوان نغوسان 87' |

أسيك ميموسا فاز 9 – 0 باجمالي المباراتين ويذهب إلى الدور الأول.
| موتور أكشن | 1 – 0 | سنابس سبورت             |
| ---------- | ----- | ----------------------- |
|            | تقرير | إيفان راجواريمانانا 90' |

| سنابس سبورت | 1 – 0 | موتور أكشن           |
| ----------- | ----- | -------------------- |
|             |       | كوداكواشي موشارو 80' |

الإجمالي 1 – 1 موتور أكشن فاز بالضربات الترجيحية ويذهب إلى الدور الأول.
| الرجاء الرياضي | 1 – 10 | توربيون       |
| --- | ------ | ------------- |
| عبد الصمد أوحقي 10' · حسن الطير 13'، 29'، 50' · إسماعيل بلمعلم 19' · المباركي 25' · محسن متولي 33' · بوشروان 63' · لانسين كوني 68' · حسن الصواري 82' | تقرير  | حبيب محمت 67' |

| توربيون | w/o | الرجاء الرياضي |
| ------- | --- | -------------- |
|         |     |                |

الرجاء الرياضي يذهب إلى الدور الأول بعد انسحاب توربيون قبل لعب مباراة الإياب.
| يولينزي ستارز | 4 – 0 | الزمالك                                                                              |
| ------------- | ----- | ------------------------------------------------------------------------------------ |
|               | تقرير | محمود فتح الله 61' (ضرب.) · حسن مصطفى 69' · محمد أمين عودية 76' · إبراهيم صلاح 90+1' |

| الزمالك      | 0 – 1 | يولينزي ستارز |
| ------------ | ----- | ------------- |
| شيكابالا 59' | تقرير |               |

الزمالك فاز 5 – 0 باجمالي المباراتين ويذهب إلى الدور الأول.
| أبر                                        | 2 – 2 | النادي الإفريقي                     |
| ------------------------------------------ | ----- | ----------------------------------- |
| ألفريدو نغابو 43' · إوغيني تويت 75' (ضرب.) | تقرير | خالد المليتي 16' · حمزة المسعدي 44' |

| النادي الإفريقي                                                                     | 0 – 4 | أبر |
| ----------------------------------------------------------------------------------- | ----- | --- |
| بلال العيفة 20' · وسام بن يحيى 49' (ضرب.) · إزيكييل ندواسيل 73' · يوسف المويهبي 75' | تقرير |     |

النادي الإفريقي فاز 6 – 2 باجمالي المباراتين ويذهب إلى الدور الأول.
| ريكريتيفو شالا    | 0 – 2 | سانت جورج أس أي |
| ----------------- | ----- | --------------- |
| بايزينهو 28'، 71' | تقرير |                 |

| سانت جورج أس أي | 0 – 1 | ريكريتيفو شالا |
| --------------- | ----- | -------------- |
| أداني غيرما 28' |       |                |

ريكريتيفو شالا فاز 2 – 1 باجمالي المباراتين ويذهب إلى الدور الأول.
| إيلان | 0 – 0 | سيمبا |
| ----- | ----- | ----- |
|       | تقرير |       |

| سيمبا                                                      | 2 – 4 | إيلان                                   |
| ---------------------------------------------------------- | ----- | --------------------------------------- |
| مبوانا ساماتا 45'، 56' · باتريك أوشان 47' · أمري كيمبا 71' |       | ماداها محمد 43' · عبد الكريم سنجيما 63' |

سيمبا فاز 4 – 2 باجمالي المباراتين ويذهب إلى الدور الأول.
| مايتي بارول    | 2 – 1 | كانو بيلارس                       |
| -------------- | ----- | --------------------------------- |
| هاريس جيمي 80' | تقرير | موريس شيغوزي 26' · شيريف إيسا 65' |

| كانو بيلارس    | 0 – 1 | مايتي بارول |
| -------------- | ----- | ----------- |
| غامبو محمد 29' | تقرير |             |

كانو بيلارس فاز 3 – 1 باجمالي المباراتين ويذهب إلى الدور الأول.
| الوداد الرياضي                             | 0 – 3 | أدانا ستارس |
| ------------------------------------------ | ----- | ----------- |
| عبد الرحيم بنكجان 8' · محسن ياجور 18'، 43' | تقرير |             |

| أدانا ستارس                  | 0 – 1 | الوداد البيضاوي |
| ---------------------------- | ----- | --------------- |
| برنارد دونغ بورتي 35' (ضرب.) | تقرير |                 |

الوداد البيضاوي فاز 3 – 1 باجمالي المباراتين ويذهب إلى الدور الأول.
| فيلو ستار            | 1 – 1 | أسفا يانغ   |
| -------------------- | ----- | ----------- |
| ديالو ألفا باكار 60' | تقرير | ألي بابو 4' |

| أسفا يانغ                                          | 0 – 3 | فيلو ستار |
| -------------------------------------------------- | ----- | --------- |
| إيسا غو 12' · سولومون أسانتي 41' · أباسي يوندو 69' | تقرير |           |

أسفا يانغ فاز 4 – 1 باجمالي المباراتين ويذهب إلى الدور الأول.
| فيتالو                             | 2 – 2 | كوتون سبورت                       |
| ---------------------------------- | ----- | --------------------------------- |
| تامبوي أميسي 20' · سوتشي وامبو 25' | تقرير | جاك هامان 41' · أوسمايلا بابا 73' |

| كوتون سبورت   | 1 – 1 | فيتالو |
| ------------- | ----- | ------ |
| جاك هامان 1H' |       |        |

الإجمالي 3 – 3 كوتون سبورت فاز بقانون أهداف خارج ملعبك ويذهب إلى الدور الأول.
| زانزيبار أوشن فيو | 1 – 1 | فيتا كينشاسا        |
| ----------------- | ----- | ------------------- |
|                   | تقرير | ألفريد مفونغانغ 76' |

| فيتا كينشاسا                                        | 0 – 3 | زانزيبار أوشن فيو |
| --------------------------------------------------- | ----- | ----------------- |
| إيفس ماغولا مباباندا 42' · ألفريد مفونغانغ 70'، 89' |       |                   |

فيتا كينشاسا فاز 4 – 1 باجمالي المباراتين ويذهب إلى الدور الأول.
| سوبر سبورت يونايتد                        | 0 – 2 | ماتلاما |
| ----------------------------------------- | ----- | ------- |
| جابولاني مالوليك 59' · تبوغو لانغرمان 73' | تقرير |         |

| ماتلاما                                     | 1 – 2 | سوبر سبورت يونايتد |
| ------------------------------------------- | ----- | ------------------ |
| ليتسيبي مارابي 55' · موتلاليبولا شابيلي 59' |       | فيكرو ليميسا 19'   |

سوبر سبورت يونايتد فاز 3 – 2 باجمالي المباراتين ويذهب إلى الدور الأول.
| يانغ بوفالوز                                             | 0 – 3 | سانت ميشل يونايتد |
| -------------------------------------------------------- | ----- | ----------------- |
| فوسي ثومباثا 5' · ندودا مثيثوا 59' · سيبوسيو دلاميني 67' | تقرير |                   |

| سانت ميشل يونايتد | 1 – 2 | يانغ بوفالوز |
| ----------------- | ----- | ------------ |
| ? 1H' · ? 2H'     |       | دلاميني 45'  |

يانغ بوفالوز فاز 4 – 2 باجمالي المباراتين ويذهب إلى الدور الأول.
| زيسكو يونايتد                                           | 0 – 3 | سانت ميشل يونايتد |
| ------------------------------------------------------- | ----- | ----------------- |
| هومبري لوبوتا 6' · جاكسون موانزا 18' · نيكولاس زولو 90' | تقرير |                   |

| سانت ميشل يونايتد                       | 1 – 2 | زيسكو يونايتد    |
| --------------------------------------- | ----- | ---------------- |
| مانويل مابلانغو 25' · داريو مونتيرو 69' | تقرير | بورتيفر زولو 37' |

زيسكو يونايتد فاز 4 – 2 باجمالي المباراتين ويذهب إلى الدور الأول.

## الدور الأول
هذه الجولة هي طريقة إخراج المغلوب من مباراتي الذهاب والإياب بين 32 فريق؛ 23 فريق من الدور التمهيدي و 9 فرق تلقت دخول مباشر لهذه الدور.
ساق الأولى: 18-20 مارس 2011؛ ساق الثانية: 1-3 إبريل 2011.
| شبيبة أبيدجان | w/o | الاتحاد |
| ------------- | --- | ------- |
|               |     |         |

الاتحاد ذهب إلى الدور الثاني. المواجهة كانت مقررة أن تلعب على ساق واحدة في مكان محايد (باماكو، مالي) بسبب الأوضاع السياسية في كوت ديفوار وليبيا،
لكن لم تاخذ مكانها.
| أوس بيتام | 0 – 0 | إنيمبا |
| --------- | ----- | ------ |
|           |       |        |

| إنيمبا                                            | 1 – 2 | أوس بيتام |
| ------------------------------------------------- | ----- | --------- |
| فيكتور بارناباس ?' (ضرب.) · جوسيا مادوابوتشي 90+' | تقرير | ? 29'     |

إنيمبا فاز 2 – 1 باجمالي المباراتين وذهب إلى الدور الأول.
| ديناموز                                                                         | 1 – 4 | مولودية الجزائر |
| ------------------------------------------------------------------------------- | ----- | --------------- |
| غوثري زوكيني 17' · روديريك موتوما 45+2' · دينفر موكامبا 76' · فاراي فيميساي 83' | تقرير | رضا بابوش 88'   |

| مولودية الجزائر                                       | 0 – 3 | ديناموز |
| ----------------------------------------------------- | ----- | ------- |
| إبراهيم بدبودة 41'، 90' · عبد المالك مقداد 76' (ضرب.) | تقرير |         |

الإجمالي 4 – 4 مولودية الجزائر ذهب حسب الأهداف خارج القواعد إلى الدور الثاني.
| المريخ                              | 0 – 2 | إنتر لواندا |
| ----------------------------------- | ----- | ----------- |
| محمد عثمان هنو 16' · فيصل العجب 86' | تقرير |             |

| إنتر لواندا                             | 0 – 2 | المريخ |
| --------------------------------------- | ----- | ------ |
| مانوتشو 15' · بيدرو إينريكيس 40' (ضرب.) | تقرير |        |

الإجمالي 2 – 2 إنتر لواندا فاز بالالضربات الترجيحية وذهب إلى الدور الثاني.
| دياراف                                    | 0 – 3 | دجوليبا |
| ----------------------------------------- | ----- | ------- |
| جبيريل سيديبي 7'، 69' · إبراهيم نادوي 42' |       |         |

| دجوليبا        | 1 – 1 | دياراف        |
| -------------- | ----- | ------------- |
| موسى ديالو 58' | تقرير | موسى نداي 72' |

دياراف فاز 4 – 1 باجمالي المباراتين ويذهب إلى الدور الأول.
| الترجي الرياضي                                                                          | 0 – 5 | آسباك |
| --------------------------------------------------------------------------------------- | ----- | ----- |
| يوسف المساكني 8'، 15' · درامان تراوري 12' · سينغبو مكسيك 25' (ه.ع.) · أسامة الدراجي 32' |       |       |

| آسباك                               | 0 – 2 | الترجي الرياضي |
| ----------------------------------- | ----- | -------------- |
| آدم وحيدي 37' · موكايلا بورايما 76' |       |                |

الترجي الرياضي فاز 5 – 2 باجمالي المباراتين وذهب إلى الدور الثاني.
| موتور أكشن | 0 – 0 | أسيك ميموسا |
| ---------- | ----- | ----------- |
|            |       |             |

أسيك ميموسا فاز بالضربات الترجيحية وذهب إلى الدور الثاني. المواجهة لعبت على ساق واحدة بسبب الوضع السياسي في كوت ديفوار.
| ستاد مالي                | 1 – 2 | الرجاء الرياضي     |
| ------------------------ | ----- | ------------------ |
| مامادو كوليبالي 44'، 54' | تقرير | بوشعيب المباركي 7' |

| الرجاء الرياضي          | 0 – 1 | ستاد مالي |
| ----------------------- | ----- | --------- |
| مامادو بايلا تراوري 40' | تقرير |           |

الإجمالي 2 – 2 الرجاء الرياضي ذهب حسب الأهداف خارج القواعد إلى الدور الثاني.
| النادي الإفريقي                                                           | 2 – 4 | الزمالك                      |
| ------------------------------------------------------------------------- | ----- | ---------------------------- |
| إيزيشل ندواسل 3' · يوسف المويهبي 46' · كريم العواضي 53' · بلال العيفة 86' |       | شيكابالا 30' · أحمد جعفر 79' |

| الزمالك                              | المباراة الغيت | النادي الإفريقي  |
| ------------------------------------ | -------------- | ---------------- |
| محمود فتح الله 29' · حسين ياسر 45+2' | تقرير          | وسام بن يحيى 38' |

الساق الثانية الغيت في الدقيقة 90+5 مع تقدم الزمالك 2 – 1 (النادي الإفريقي يتقدم 5 – 4 بالإجمالي) حين قامت جماهير الزمالك باقتحام الملعب. النادي الإفريقي ذهب إلى الدور الثاني.
| الهلال                              | 0 – 3 | ريكرياتيفو شالا |
| ----------------------------------- | ----- | --------------- |
| مدثر الطيب 55'، 80' · أسامة علي 22' |       |                 |

| ريكرياتيفو شالا | 1 – 1 | الهلال             |
| --------------- | ----- | ------------------ |
| بايزينهو 28'    |       | إدوارد سادومبا 68' |

الهلال فاز 4 – 1 باجمالي المباراتين ويذهب إلى الدور الثاني.
| تي. بي. مازيمبي                                                | 1 – 3 | نادي سيمبا         |
| -------------------------------------------------------------- | ----- | ------------------ |
| ميلوتا كابانغو 11' · نارسيسي إيكانغا 30' · ديوكو كالويتوكا 64' | تقرير | إيمانويل أوكوي 75' |

| نادي سيمبا                         | 3 – 2 | تي. بي. مازيمبي                                 |
| ---------------------------------- | ----- | ----------------------------------------------- |
| شيجا مكينا 59' · مبوانا ساماتا 68' |       | غيفين سينغولاوما 17' · ديوكو كالويتوكا 64'، 72' |

تي. بي. مازيمبي فاز 6 – 3 باجمالي المباراتين ويذهب إلى الدور الثاني.
| الوداد البيضاوي        | 0 – 2 | كانو بيلارس |
| ---------------------- | ----- | ----------- |
| فابريس ناغويسي 8'، 84' |       |             |

| كانو بيلارس | 0 – 0 | الوداد البيضاوي |
| ----------- | ----- | --------------- |
|             | تقرير |                 |

الوداد البيضاوي فاز 2 – 0 باجمالي المباراتين ويذهب إلى الدور الثاني.
| وفاق سطيف                          | 0 – 2 | أسفا ينيغا |
| ---------------------------------- | ----- | ---------- |
| نبيل حيماني 8' · لزهر حاج عيسى 47' | تقرير |            |

| أسفا ينيغا        | 4 – 3 | وفاق سطيف                                                          |
| ----------------- | ----- | ------------------------------------------------------------------ |
| 66' · 74' · 90+2' |       | نبيل حيماني 29'، 83' · لزهر حاج عيسى 45+1' · عبد الرحمن حشود 90+?' |

وفاق سطيف فاز 5 – 3 باجمالي المباراتين ويذهب إلى الدور الثاني.
| فيتا كينشاسا | 1 – 0 | كوتون سبورت    |
| ------------ | ----- | -------------- |
|              |       | هيلاير مومي 3' |

| كوتون سبورت                        | 0 – 2 | فيتا كينشاسا |
| ---------------------------------- | ----- | ------------ |
| جويل باباندا 35' · هيلاير مومي 80' | تقرير |              |

كوتون سبورت فاز 2 – 0 باجمالي المباراتين ويذهب إلى الدور الثاني.
| الأهلي                               | 0 – 2 | سوبر سبورت يونايتد |
| ------------------------------------ | ----- | ------------------ |
| أسامة حسني 3' · دومينيك دا سيلفا 84' | تقرير |                    |

| سوبر سبورت يونايتد   | 0 – 1 | الأهلي |
| -------------------- | ----- | ------ |
| جابولاني مالوليك 28' | تقرير |        |

الأهلي فاز 2 – 1 باجمالي المباراتين ويذهب إلى الدور الثاني.
| زيسكو يونايتد                                                    | 0 – 5 | يانغ بوفالوس |
| ---------------------------------------------------------------- | ----- | ------------ |
| ألفريد لوبوتا 5'، 10'، 80' · كانغوا شيليش 15' · نيكولاس زولو 70' |       |              |

| يانغ بوفالوس | 2 – 0 | زيسكو يونايتد                        |
| ------------ | ----- | ------------------------------------ |
|              | تقرير | كانغوا شيليش 47' · ألفريد لوبوتا 78' |

زيسكو يونايتد فاز 7 – 0 باجمالي المباراتين ويذهب إلى الدور الثاني.

## الدور الثاني
هذه هي طريقة إخراج المغلوب من مباراتي الذهاب والإياب من 16 فريق تأهلوا من الدور الأول؛ الفائزون سوف يذهبوا إلى دور المجموعات، مع ذهاب الخاسرون إلى كأس الاتحاد الكونفدرالي الأفريقي جولة الملحق.
ساق الأولى: 22–24 إبريل 2011؛ ساق الثانية: 6–8 مايو 2011.
| إنيمبا               | 0 – 1 | الاتحاد |
| -------------------- | ----- | ------- |
| فيكتور باراناباس 78' |       |         |

إنيمبا ذهب إلى دور المجموعات. المواجهة لعبت على ساق واحدة بسبب الوضع السياسي في ليبيا.
| إنتر لواندا       | 1 – 1 | مولودية الجزائر         |
| ----------------- | ----- | ----------------------- |
| بيدرو إينريكيس 9' | تقرير | زين الدين بن سالم 90+3' |

| مولودية الجزائر                                                    | 2 – 3 | إنتر لواندا             |
| ------------------------------------------------------------------ | ----- | ----------------------- |
| يوسف سفيان 5' · عبد المالك مقداد 45+2' · إبراهيم بدبودة 89' (ضرب.) |       | بيدرو إينريكيس 43'، 67' |

مولودية الجزائر فاز 4–3 باجمالي المباراتين وذهب إلى دور المجموعات.
| الترجي الرياضي                                                                             | 0 – 5 | دياراف |
| ------------------------------------------------------------------------------------------ | ----- | ------ |
| درامان تراوري 11' · أسامة الدراجي 14'، 32' (ضرب.) · إدريس المحيرصي 43' · يوسف المساكني 53' | تقرير |        |

| دياراف | 1 – 0 | الترجي الرياضي   |
| ------ | ----- | ---------------- |
|        |       | غوي تويندوبا 40' |

الترجي الرياضي فاز 6–0 باجمالي المباراتين وذهب إلى دور المجموعات.
| الرجاء الرياضي | 1 – 1 | أسيك ميموسا        |
| -------------- | ----- | ------------------ |
| محسن متولي 90' |       | آداما باكايوكو 57' |

الرجاء الرياضي فاز بالضربات الترجيحية وذهب إلى دور المجموعات. المواجهة لعبت على ساق واحدة بسبب الوضع السياسي في كوت ديفوار.
| الهلال             | 0 – 1 | النادي الإفريقي |
| ------------------ | ----- | --------------- |
| إدوارد سادومبا 73' | تقرير |                 |

| النادي الإفريقي  | المباراة الغيت | الهلال             |
| ---------------- | -------------- | ------------------ |
| خالد المليتي 71' |                | إدوارد سادومبا 18' |

الهلال ذهب إلى دور المجموعات. الساق الثانية الغيت في الدقيقة 81 مع نتيجة عند 1–1 (الهلال يتقدم 2–1 بالإجمالي) حين قامت جماهير الزمالك باقتحام الملعب.
| الوداد البيضاوي   | 0 – 1 | تي. بي. مازيمبي |
| ----------------- | ----- | --------------- |
| مصطفى العلاوي 16' | تقرير |                 |

| تي. بي. مازيمبي                        | 0 – 2 | الوداد البيضاوي |
| -------------------------------------- | ----- | --------------- |
| ميلوتا كابانغو 80' · مبينزا بيدي 90+3' |       |                 |

تي. بي. مازيمبي فاز 2–1 باجمالي المباراتين وذهب إلى دور المجموعات.
| كوتون سبورت | 1 – 4 | وفاق سطيف         |
| ----------- | ----- | ----------------- |
|             |       | لزهر حاج عيسى 34' |

| وفاق سطيف | v | كوتون سبورت |
| --------- | - | ----------- |
|           |   |             |

الفائز يذهب إلى دور المجموعات.
ملاحظة: ساق الأولى تأجلت على طلب من كوتون سبورت الذي لديه أربعة لاعبين في فريق الكاميرون ت-20 يلعبون في بطولة أفريقيا لكرة القدم للشباب 2011 في جنوب أفريقيا.
| زيسكو يونايتد | 0 – 0 | الأهلي |
| ------------- | ----- | ------ |
|               | تقرير |        |

| الأهلي         | 0 – 1 | زيسكو يونايتد |
| -------------- | ----- | ------------- |
| محمد بركات 67' |       |               |

الأهلي فاز 1–0 باجمالي المباراتين وذهب إلى دور المجموعات.

## وصلات خارجية
- دوري أبطال أفريقيا
- مباريات تصفيات الدور التمهيدي، تصفيات الدور الأول، وتصفيات الدور الثاني